# Вулиця Воробйова (Харків)
Вулиця Воробйова — вулиця в центрі міста Харкова, розташована в Київському адміністративному районі. Починається від вулиці Григорія Сковороди і йде на південний схід униз за рельєфом до Куликівської вулиці. З парного боку від вулиці Воробйова відходить Скрипниківський узвіз.

## Історія і назва
Вулиця Воробйова розташована в центральній частині Харкова, в районі вулиці Григорія Сковороди (колишня Німецька). Заснування цієї частини міста відносять до початку XIX століття. Первісна назва вулиці — Скрипницька. Назва пояснюється тим, що вулицею постійно возили питну воду з Білгородської криниці, скрип повозок лунав з ранку до вечора.
20 вересня 1936 року Скрипницька вулиця була перейменована в Люботинську. 31 грудня 1953 року вулиця змінила назву ще раз. Вона була названа на честь В. П. Воробйова, анатома, дійсного члена АН УРСР, заслуженого професора СРСР. Професор В. П. Воробйов розробив нову методику бальзамування трупів і використав її при бальзамуванні тіла В. Леніна.

## Будинки
- Будинок № 4/2 — Розташований на розі з провулком Воробйова. Житловий будинок, 1893 рік, архітектор В. Х. Нємкін. Перебудований у 1914 році архітектором Б. І. Гершковичем. В будинку здавна розміщалися медичні установи, нині тут розташована клініка «Доктор Алекс»[3]. На фасаді, що виходить на провулок Воробйова, в ніші встановлено пам'ятник Луці (Войно-Ясенецькому), хірургу, архієпископу Сімферопольському та Кримському.
- Будинок № 5 — Будинок має цікаву історію. На початку XX століття його власником був мировий суддя Едуард Файст. Суддя займався справами неповнолітніх правопорушників і в своєму домі навіть влаштував камеру для їх утримання. 
В 1941—1943 роках, під час німецької окупації Харкова, в будинку була влаштована конспіративна квартира, в якій могли переховатись і отримати допомогу харківські підпільники й партизани. Роботу вів студент Микола Корж. За весь період окупації явочна квартира так і не була викрита німецькими загарбниками. В 1999 році на фасаді будинку було встановлено меморіальну дошку, присвячену цим подіям[4].
- Будинок № 6 — Пам'ятка архітектури Харкова, охорон. № 254. Житловий будинок початку XIX століття, архітектор невідомий. У 1845—1846 роках у цьому будинку під час навчання в приватному пансіоні проживала Марія Вілінська, пізніше відома як письменниця Марко Вовчок.
- Будинок № 8 — Дослідний завод Державного наукового центру лікарських засобів[5].
- Будинок № 10 — Пам'ятка архітектури Харкова, охорон. № 255. Житловий будинок, архітектор Л. Р. Леневич, 1908 рік. На деяких мапах будинок зазначений під № 8.

## Галерея

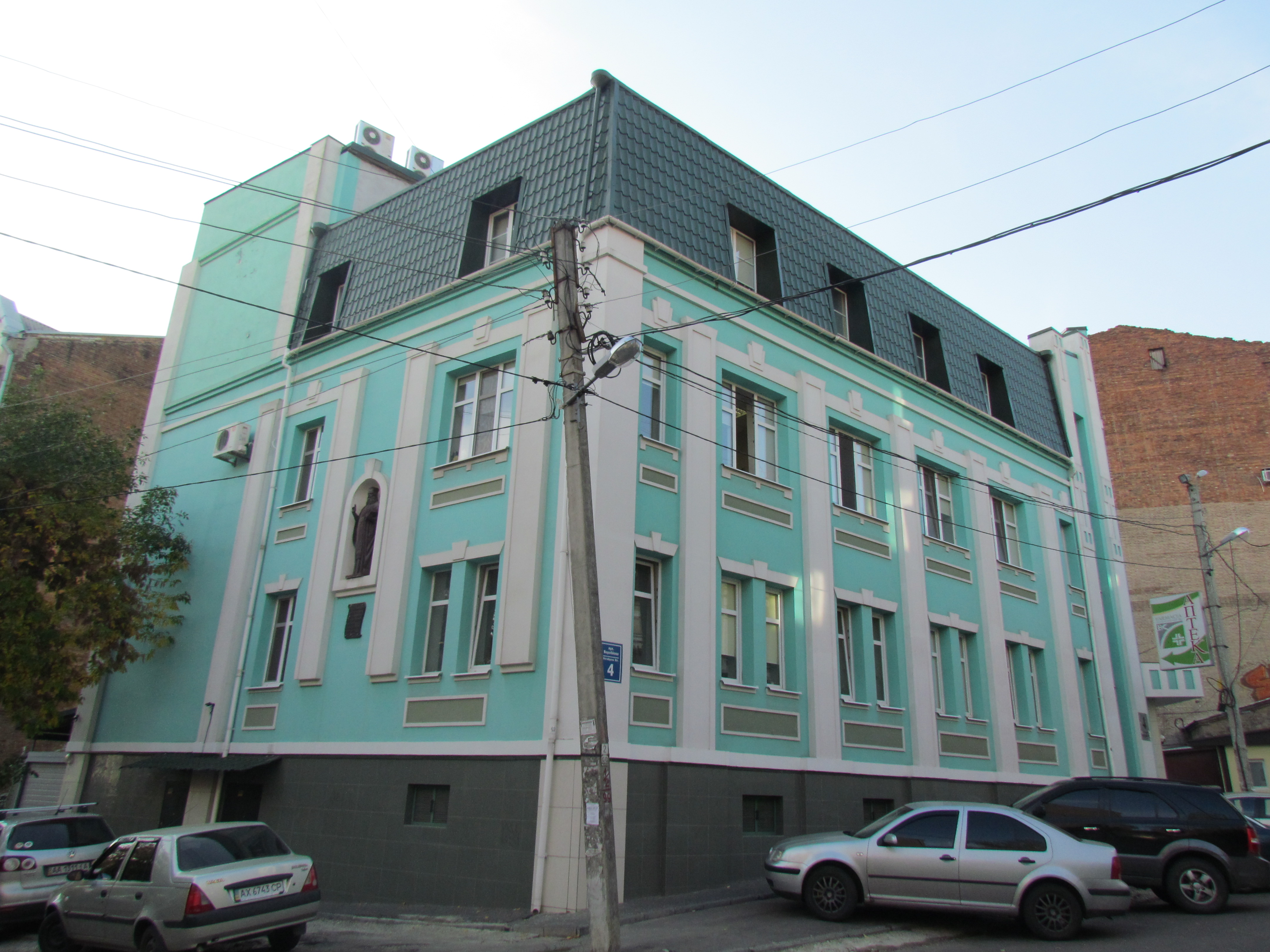
Будинок № 4
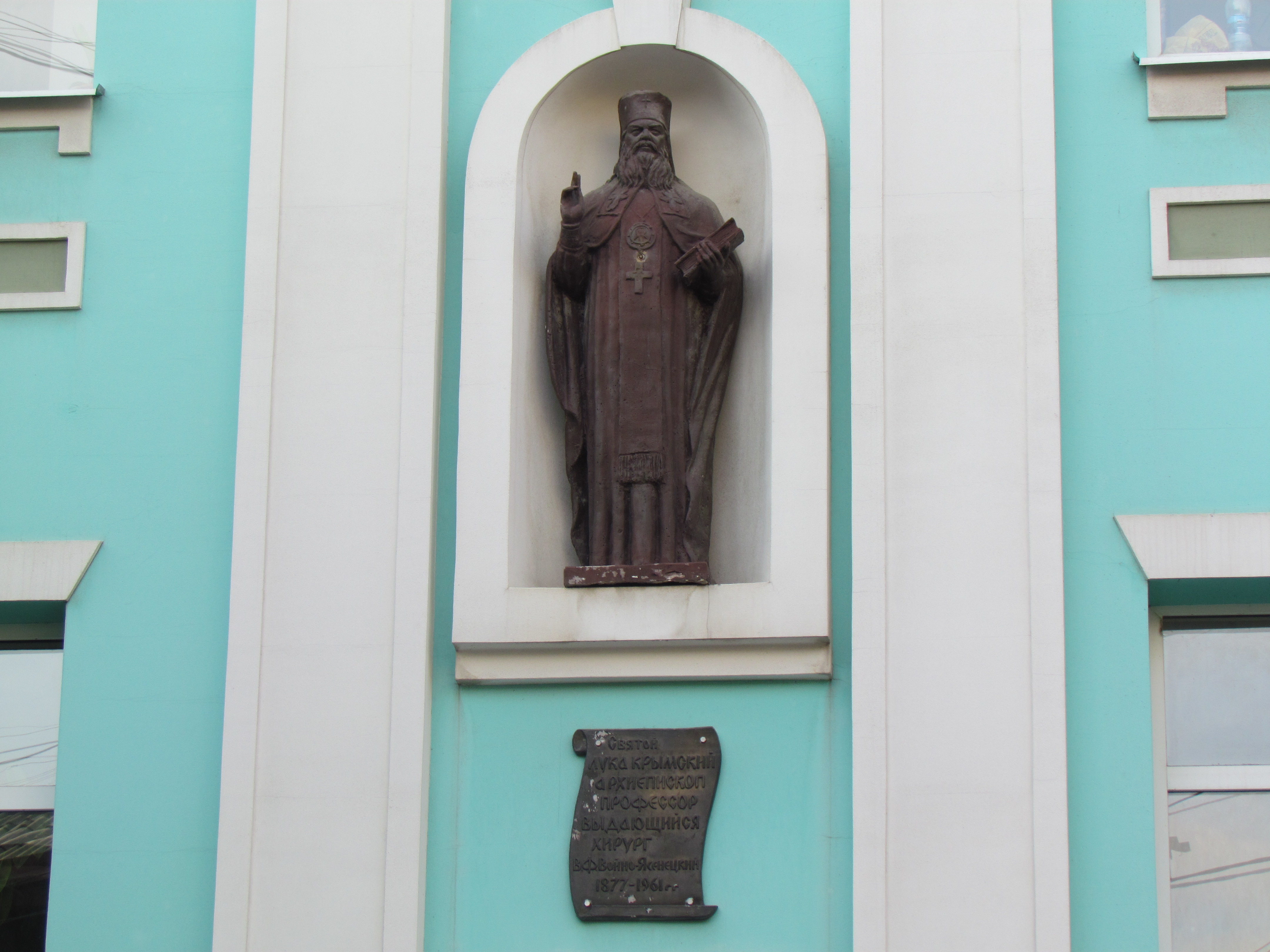
Скульптура святителя Луки Кримського
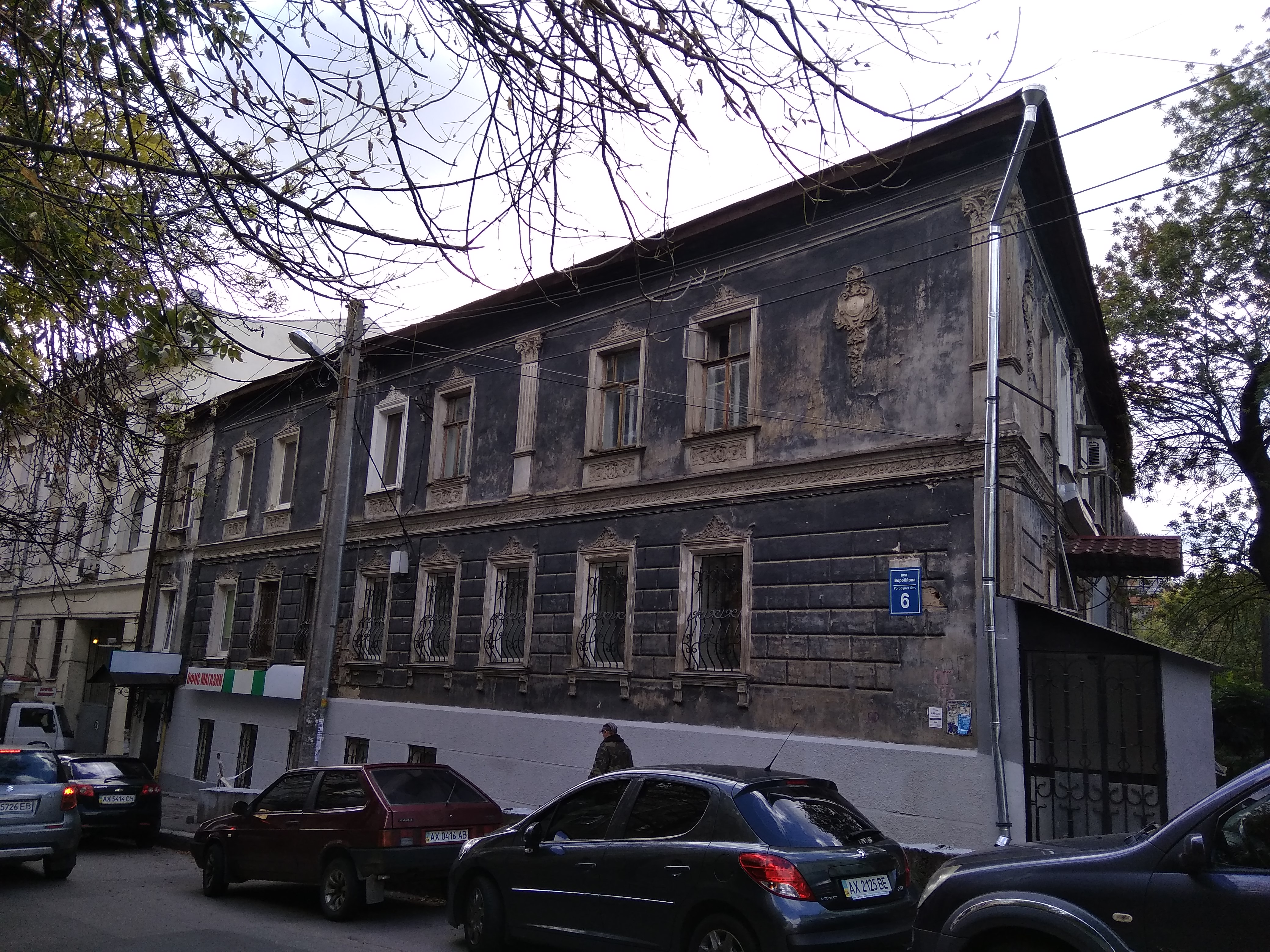
Будинок № 6
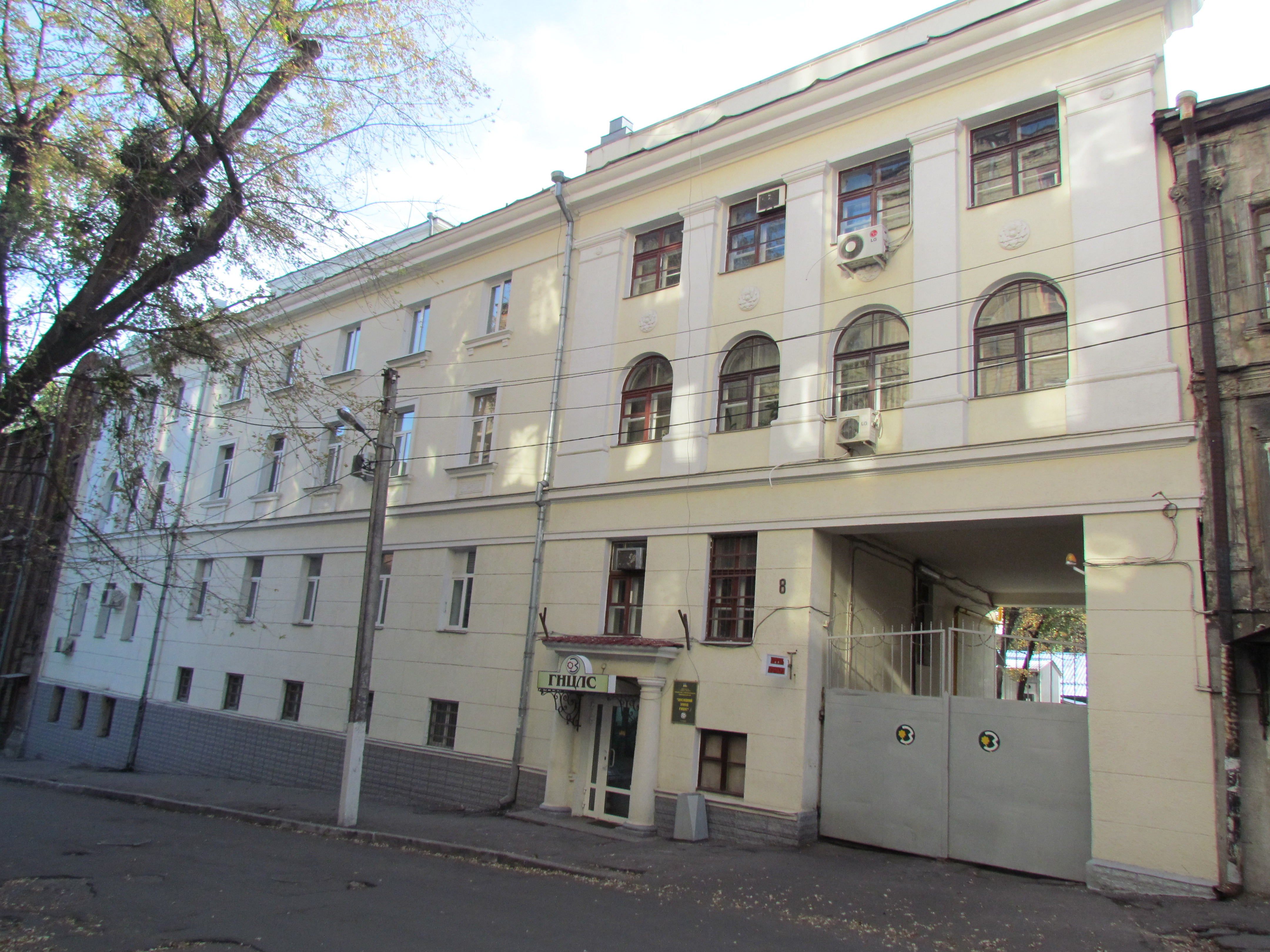
Будинок № 8
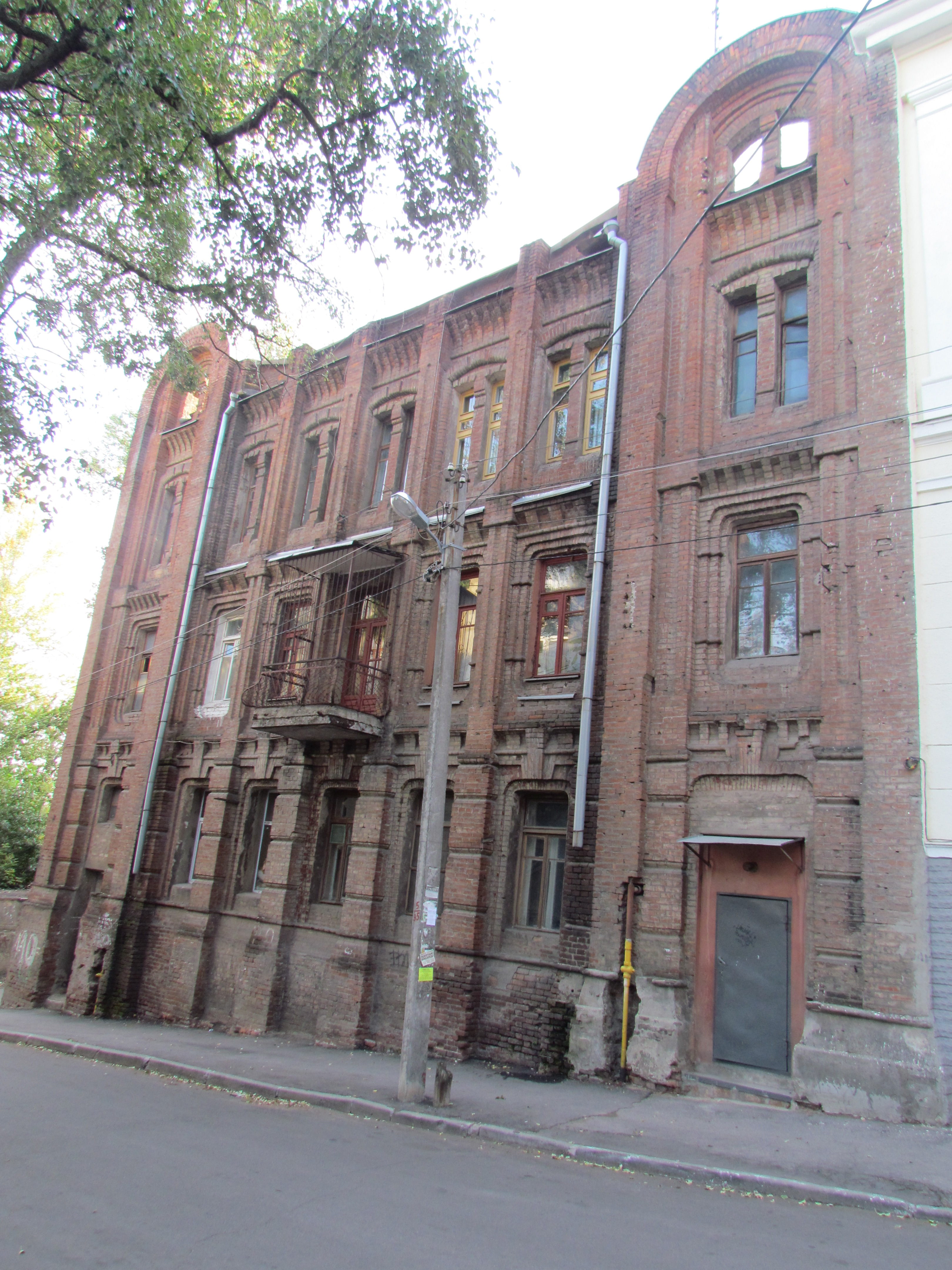
Будинок № 10
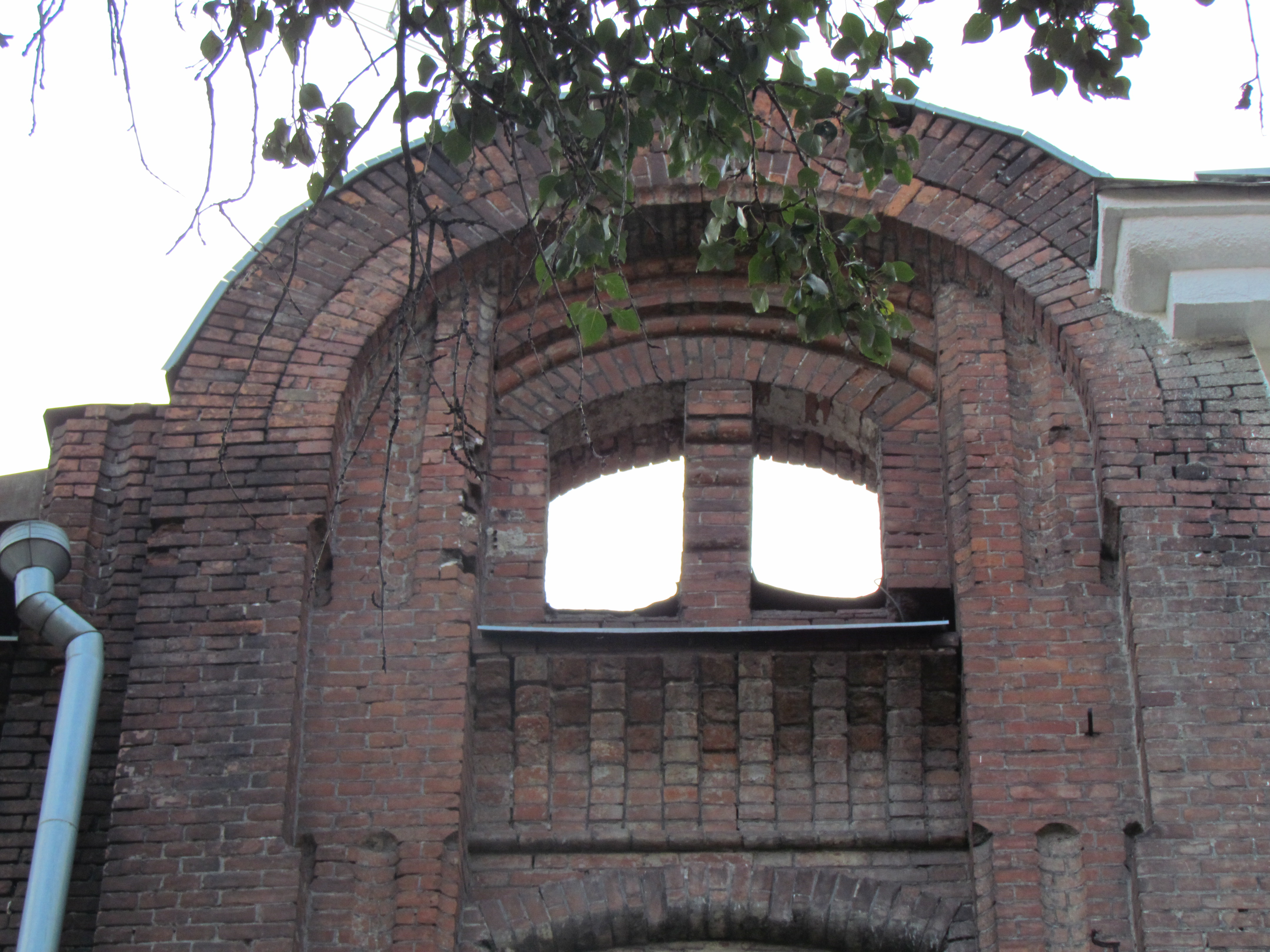
Будинок № 10. Деталь